# Nachman Šaj
Nachman Šaj, hebrejsky נחמן שי‎ (narozen 28. listopadu 1946 Jeruzalém), je izraelský politik a poslanec Knesetu za Stranu práce.

## Biografie
Vysokoškolské vzdělání bakalářského typu v oboru historie a politologie získal na Hebrejské univerzitě. Následoval magisterský titul z komunikačních studií na téže. Titul PhD z komunikačních studií a politologie získal na Bar-Ilanově univerzitě. Kromě toho působí jako člen vědeckého týmu na Harvardově univerzitě. Žije v Mevaseret Cijon, je ženatý, má tři děti. Sloužil v izraelské armádě, kde dosáhl hodnosti brigádního generála a působil jako mluvčí ozbrojených sil. Hovoří hebrejsky a anglicky.

## Politická dráha
Působí ve vedení mnoha odborných a kulturních institucí jako divadlo Gešer, Interdisciplinary Center v Herzliji, asociace Ruach Tova nebo Miškenot Ša'ananim. Byl tiskovým tajemníkem izraelské delegace při OSN a šéfredaktorem izraelského armádního rozhlasu Galej Cahal i předsedou úřadu Israel Broadcasting Authority.
Do Knesetu nastoupil po volbách v roce 2009, ve kterých kandidoval za stranu Kadima. Je členem výboru pro ekonomické záležitosti, pro status žen, pro vzdělávání, kulturu a sport. Angažuje se v meziparlamentní lize izraelsko-britského přátelství.
Ve volbách v roce 2013 kandidoval za Stranu práce a obhájil svůj poslanecký mandát. Mandát obhájil rovněž ve volbách v roce 2015, nyní za Sionistický tábor (aliance Strany práce a ha-Tnu'a).